# Peter Hanlin
Peter Hanlin, född 6 oktober 1931, död 21 augusti 2000, var en australisk friidrottare. Han deltog vid olympiska sommarspelen 1956.